# St. Georg (Kirchheim)

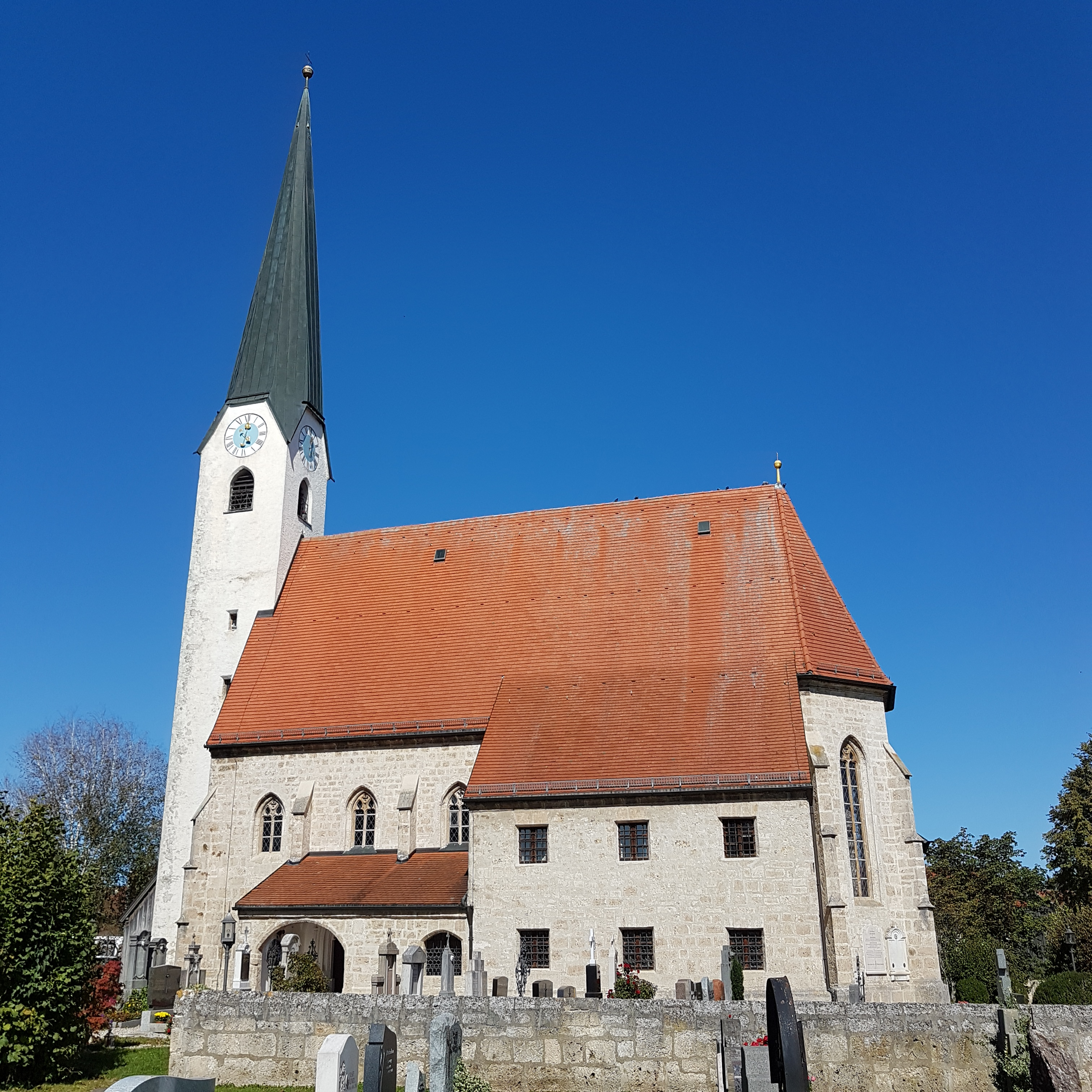
St. Georg in Kirchheim

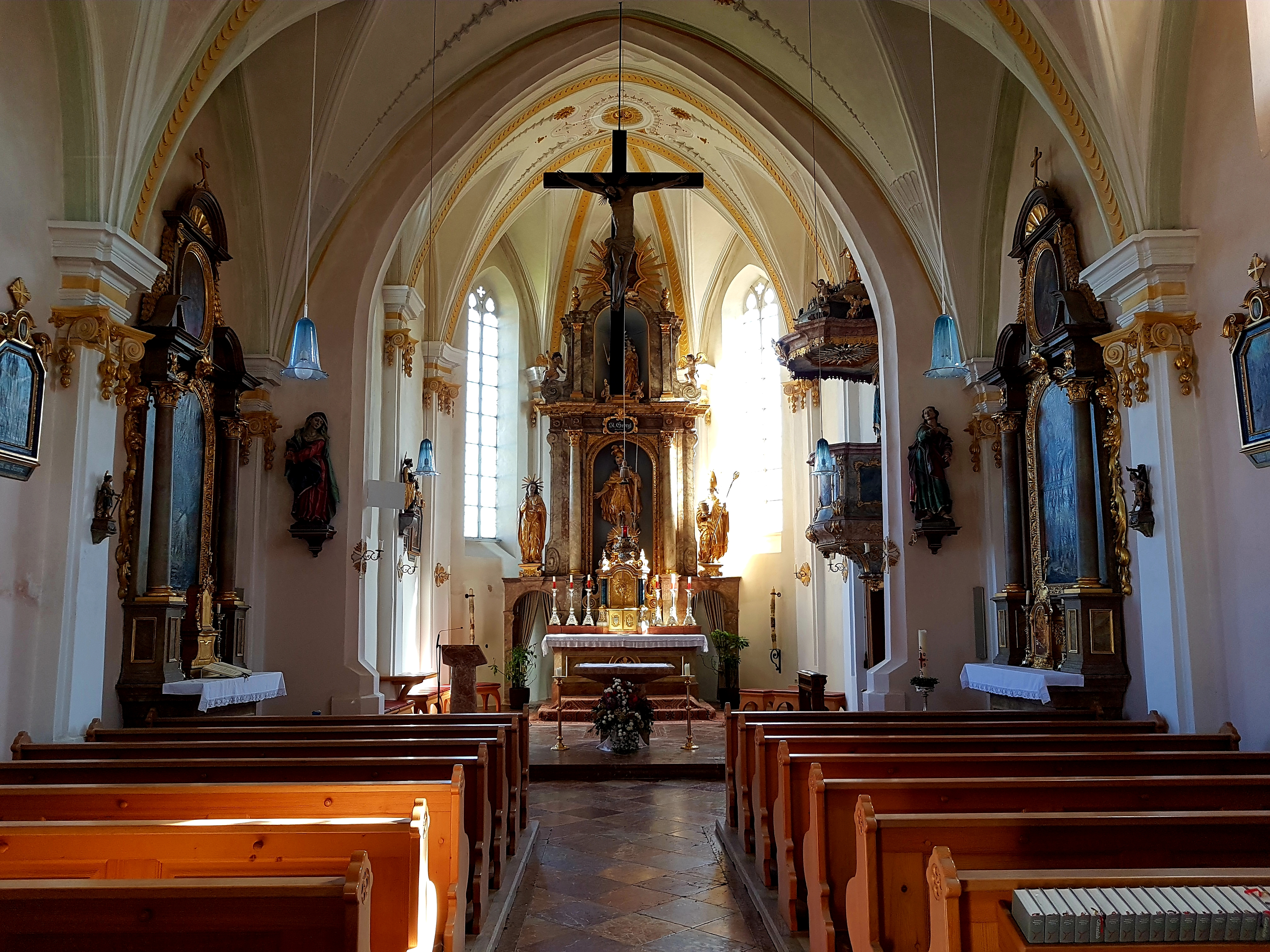
Innenraum

Die römisch-katholische Filialkirche St. Georg steht in Kirchheim, einem Gemeindeteil der Stadt Tittmoning im oberbayerischen Landkreis Traunstein. Das Bauwerk ist in der Liste der Baudenkmäler in Tittmoning als Baudenkmal unter der Nr. D-1-89-152-188 eingetragen. Die Kirche gehört zum Dekanat Traunstein im Erzbistum München und Freising. 

## Beschreibung
Die gotische Saalkirche wurde im 15. Jahrhundert erbaut und im 18. Jahrhundert barock umgestaltet. Sie besteht aus dem Langhaus zu vier Jochen und dem eingezogenen, dreiseitig geschlossenen Chor im Osten, die beide aus Quadermauerwerk mit Strebepfeilern errichtet wurden. Der Kirchturm mit spitzem Helm steht im Westen. Die Sakristei wurde erst 1853 an die Südwand des Chors angebaut.
Der 1823 eingebrachte Stuck wurde 1907 im Jugendstil umgestaltet. Der Altar im Chor wurde 1790 verändert.